# Calycomyza chinensis
Calycomyza chinensis este o specie de muște din genul Calycomyza, familia Agromyzidae, descrisă de Chen și Wang în anul 2003. Conform Catalogue of Life specia Calycomyza chinensis nu are subspecii cunoscute.